# Lovas (Maďarsko)
Lovas [lovaš] je obec v Maďarsku v župě Veszprém, spadající pod okres Balatonfüred. Nachází se asi 11 km jihovýchodně od Veszprému. V roce 2015 zde žilo 442 obyvatel. Dle údajů z roku 2011 tvoří 88,8 % obyvatelstva Maďaři a 3,3 % Němci, přičemž 10,3 % obyvatel se ke své národnosti nevyjádřilo. Název znamená kůň.

## Sousední obce
| Růžice kompasu |          | Felsőörs |  | Růžice kompasu |
| Růžice kompasu | Paloznak | Sever    |  | Růžice kompasu |
| Růžice kompasu | Paloznak | Lovas    |  | Růžice kompasu |
| Růžice kompasu | Paloznak | Jih      |  | Růžice kompasu |
| Růžice kompasu | Alsóörs  |          |  | Růžice kompasu |